# Битва при Сан-Хасінто
Битва при Сан-Хасінто (англ. Battle of San Jacinto) — подія в Сан-Хасінто, що відбулася 21 квітня 1836 року та стала вирішальною битвою Техаської революції. Техаська армія, очолювана генералом Семом Г'юстоном атакувала та розгромила мексиканські сили під командуванням генерала Антоніо Лопеса де Санта-Анни в битві, що тривала всього 18 хвилин. Сотні мексиканських солдатів були вбиті або потрапили в полон, техасці ж утратили вбитими всього дев'ятьох.
Санта-Анна, президент Мексики, був захоплений наступного дня і утримувався як військовополонений. Трьома тижнями по тому він підписав мирні угоди, за якими мексиканська армія повинна була покинути район, що підготувало ґрунт для майбутньої незалежності Техаської республіки. В угодах не було спеціально зазначено про визнання Техасу незалежною державою, але вони містили умову, що Санта-Анна буде домагатися такого визнання в Мехіко. Сем Г'юстон став національною знаменитістю, а бойовий техаський клич «Пам'ятай Аламо!» і «Пам'ятай Голіад!» увійшли в американську історію та легенди.

## Передісторія
У ранні роки незалежності Мексики численні англо-американські іммігранти оселялися в мексиканському Техасі, колишньою частиною штату Коауїла-і-Техас. 1835 року вони підняли заколот проти мексиканського уряду президента Санта-Анни, після того як він розірвав конституцію 1824, розпустив мексиканський конгрес, законодавчу владу та встановив диктатуру. Після захоплення невеликих мексиканських аванпостів та розгрому мексиканських гарнізонів техасці сформували тимчасовий уряд і проголосили декларацію незалежності.
Сотні добровольців зі Сполучених Штатів стікалися до новоствореної республіки, щоб допомогти колоністам домогтися незалежності. З цих добровольців сформували два полки регулярної техаської армії. Інші добровольці (включаючи техасців та теханос) також утворили кілька рот для захисту різних об'єктів, які могли стати метою мексиканської інтервенції. Для прикладу в битві при Сан-Джесінто брали участь Кентуккійскі стрільці, — рота, яку привів із Цинцинаті та північного Кентуккі Сідні Шерман. Вони були єдиними в техаських збройних силах, хто носив уніформу. Інші загони носили лише формальну форму (як Новоорлеанські Сірі, інша рота, утворена в Америці. Перебуваючи у лавах регулярної техаської армії, вони билися і загинули в битві за Аламо).
1836 року Санта-Анна особисто повів військо чисельністю 3000  —  3500 мексиканців на придушення техаського заколоту. Спочатку він вступив в Сан-Антоніо-де-Бехар і 6 березня після 12-денної облоги знищив техаський гарнізон при штурмі Аламо. На правому напрямку мексиканського наступу генерал Хосе де Урреа розбив другий загін техасців у Голіаді. Санта-Анна вважав полонених бандитами та піратами і наказав розстріляти більшість (близько 350 осіб) з них, що й було виконано 27 березня в Пальмову неділю (Голіадська різанина).
Головні техаські сили під командуванням Г'юстона повільно відступали на схід. Президент Девід Бернет не був прихильником Г'юстона та вважав, що він не здатний розвернутися і дати бій своїм мексиканським переслідувачам. Не зважаючи на це, він часто посилав Г'юстону депеші з вимогами повернути та битися. Побоюючись можливості раптового та швидкого просування мексиканців, Бернет та техаське уряд покинули Вашингтон-на-Бразос, тимчасову столицю Техасу, та поспішно попрямували до Мексиканської затоки. Резиденцію уряду перенесли в Гаррісбурґ (зараз це окраїна Г'юстона), пізніше в Галвестон. У кільватері уряду рухалися тисячі переляканих колоністів, як техасців так і теханос по дорозі, що пізніше стала відомою як «Дорога біди» (англ. Runaway Scrape).
Спочатку Г'юстон рухався до річки Себін, кордоні Сполучених штатів, де збиралася федеральна армія під командою генерала Гейнса Пендлтона для захисту Луїзіани від можливого вторгнення Санта-Анни після розправи з техаськими повстанцями. Однак Г'юстон незабаром повернув на південний схід у напрямку до Харрісбурга.
Санта-Анна переслідував Г'юстона. Він замислив пастку: три колони мексиканців мали зійтися в точці розташування Г'юстона та розгромити його. Однак Санта-Анна відправив одну колону на захоплення тимчасового уряду, а другу для захисту лінії постачання. Сам він очолив колону, що залишилася (близько 900 осіб), яка протистояла Г'юстону. Санта-Анна наздогнав Г'юстона 19 квітня на переправі біля міста Лінчбург. Він зайняв позицію в межиріччі Сан-Джесінто та Буффало-Байю. Тим часом Г'юстон розбив табір менше ніж в кілометрі від Санта-Анни на іншій стороні поля.

## Плани сторін

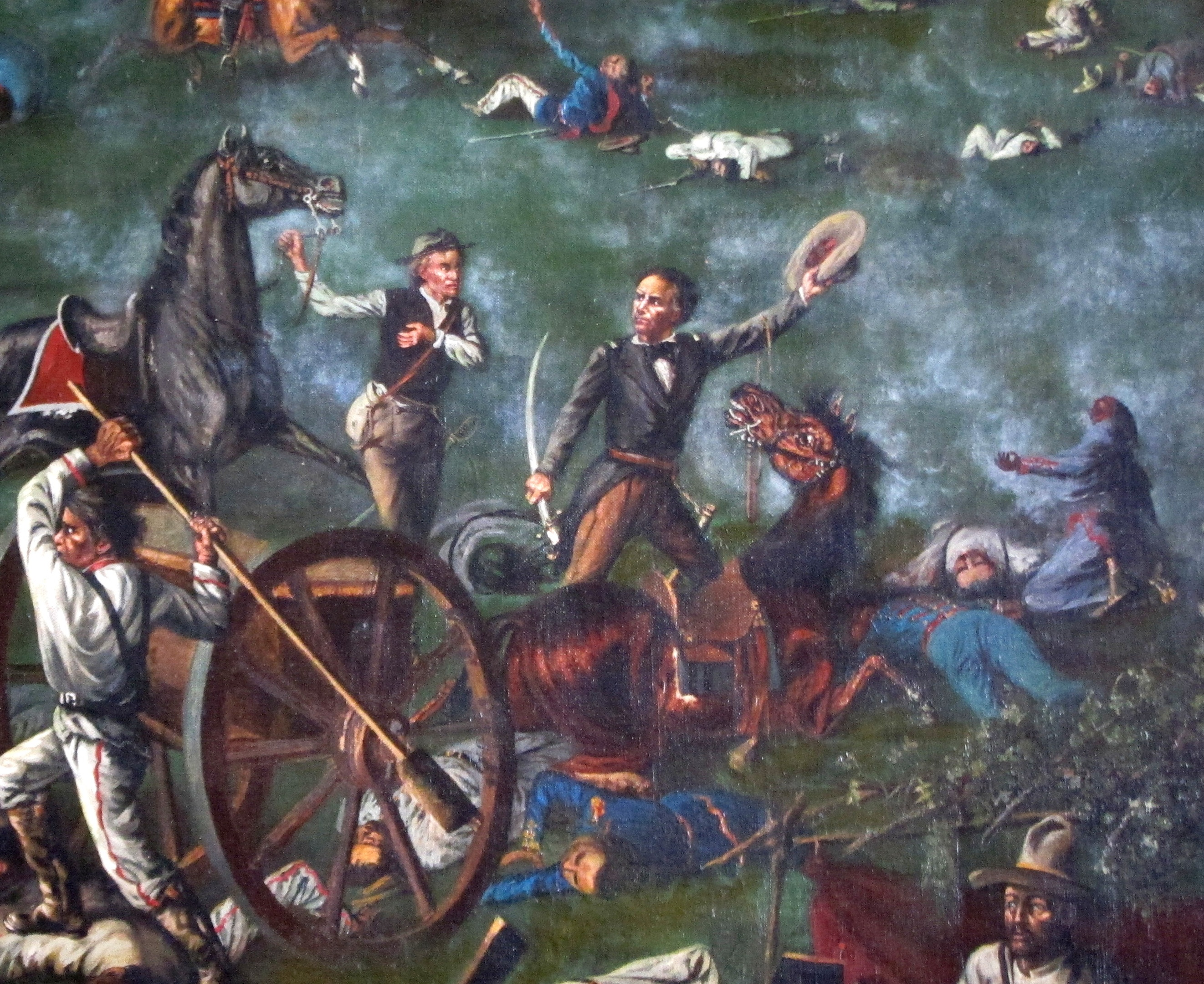
Сем Г'ьюстон в битві. Фрагмент картини, розташованої на будівлі Капітолію штату Техас

Вважаючи, що Г'юстон затиснутий в куток, Санта-Анна вирішив дати своїй армії відпочинок 19 квітня, а 22 квітня вирушити в атаку. Після приходу підкріплення в кількості 500 осіб під командою генерала Мартіна Перфект де Коса сили Санта-Анни склали приблизно 1400 солдат. Санта-Анна поставив де Коса і його людей на свій правий фланг біля річки. Свою єдину 12-фунтову гармату він поставив у центрі. Також він звів барикаду висотою в 5 футів (1,5 м) з ранців та багажу для захисту піхоти. Кавалерію, що складалася з ветеранів, Санта-Анна розмістив на лівому фланзі та пішов складати план завтрашньої атаки.
Вранці 21 квітня Г'юстон провів військову раду, на якій більшість його офіцерів висловилися за очікування атаки Санта-Анни. Однак він не погодився з їх думкою, вирішивши раптово перейти в наступ опівдні. Він розсудив, що час на боці Санта-Анни, який може зібрати свою розкидану армію. Це було ризиковано, оскільки мексиканці стояли на рівнині. При підході техаська армія була вразливою для вогню. Тому Г'юстон вирішив послати кавалерію в обхід, а лінію своєї піхоти розтягнути максимально тонше. Безсумнівно, свою роль зіграла фатальна помилка Санта-Анни, який на час полуденної сієсти не поставив чатових на пости навколо табору і не вислав дозорних та розвідників.
Зухвалий план генерала Г'юстона отримав схвалення у військового міністра Техасу Томаса Дж. Раска, який завдяки наполегливості президента Бернета наздогнав армію, щоб допомагати порадами Г'юстону. У 3:30 пополудні генерал Г'юстон вишикував солдат в бойові лінії для майбутньої атаки. Від мексиканських поглядів їх приховували дерева та невеликий гребінь гори. Їм належало перетнути відкрите поле між ними і мексиканською армією. Відсутність дозорних з боку Санта-Анни виявилося фатальною помилкою.

## Битва

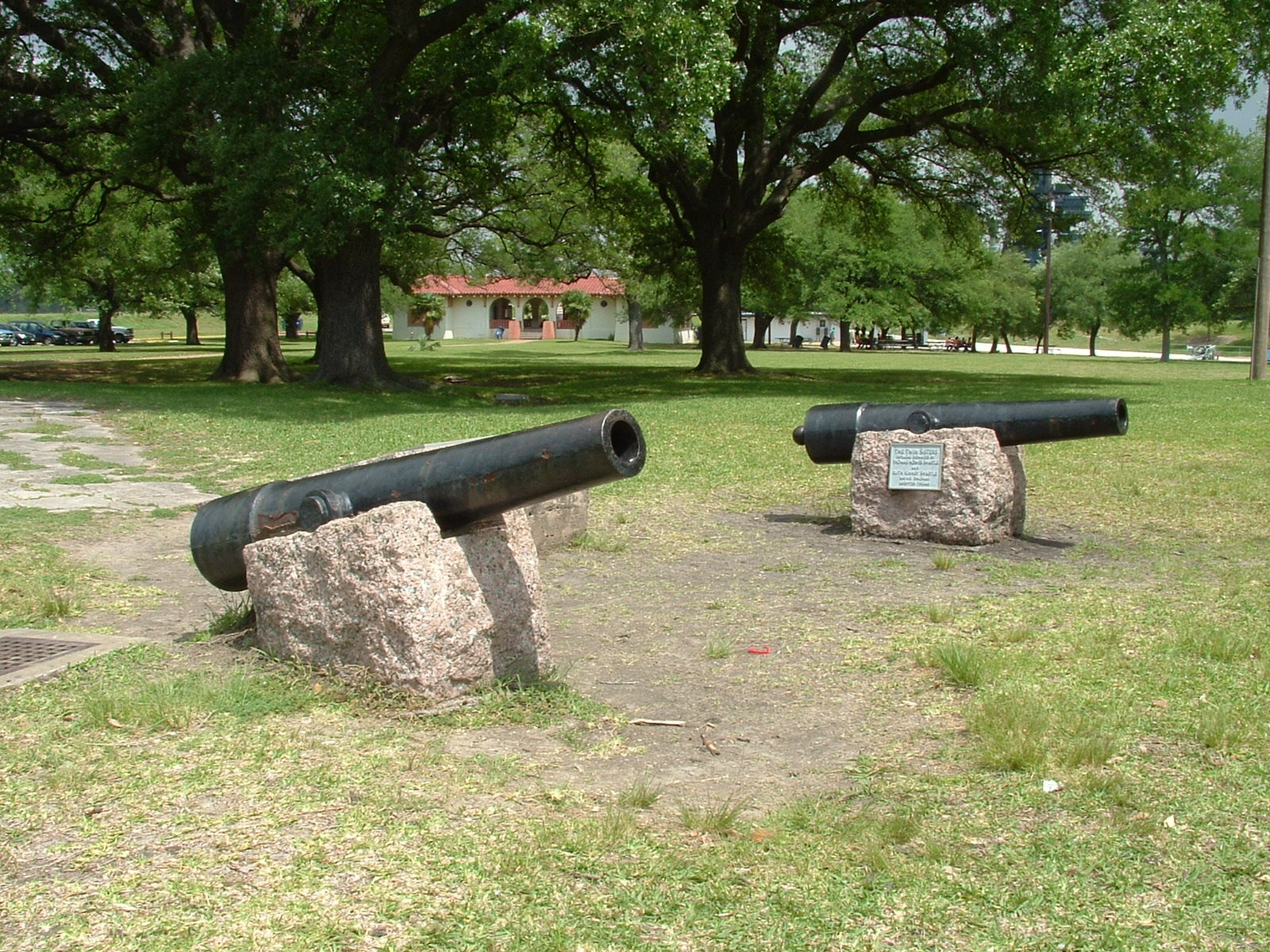
«Сестри-близнюки» {копії}. Оригінали знарядь бачили востаннє 1865. Див. [http://www.tshaonline.org/handbook/online/articles/qvt01

21 квітня о 16:30 після донесення розвідника Глухого Сміта про спалення мосту Вінц (таким чином обидві армії залишилися без шляхів відступу) головна техаська бойова лінія рушила вперед. Флейтист заграв популярну мелодію: «Прийдеш ти в альтанку, яку я побудував для тебе». Генерал Г'юстон особисто повів піхоту, поставивши 2-й полк добровольців під командою полковника Сідні Шермана на лівий фланг. За лінією 2-полку прямував 1-й полк добровольців під командою полковника Едварда Берлесона. У центрі бойового порядку котилися вперед дві невеликі мідні гладкоствольні гармати (їх називали «сестри-близнюки») подаровані жителями Цинцинаті (Огайо). Артилеристів під командою майора Джорджа У. Хоклі підтримували чотири роти піхоти під командою капітана Генрі Вакса Карнеса. Праве крило війська становив полк техаських регулярних військ під командою полковника Генрі Мілларда. Далеко від правого флангу рухався загін з 61 техаського вершника під командою новоспеченого полковника Мірабо Ламара (днем раніше він був всього лише рядовим, але завдяки відвазі та винахідливості, проявлених ним у короткій сутичці з мексиканцями 20 квітня він був негайно підвищений у званні до полковника, а згодом став другим президентом Техасу). Він збирався обійти лівий фланг мексиканців.
Техаська армія швидко та нечутно перетнула зарослу високою травою рівнину, зупинившись всього в декількох дюжинах ярдів від табору Санта-Анни. Раптово з криками «Пам'ятай Аламо!» І «Пам'ятай Голіад!» техасці атакували табір. Вони наблизилися на відстань у кілька ярдів до мексиканців та відкрили вогонь. Запанувало сум'яття. Армія Санта-Анни складалась в першу чергу з професійних солдатів, привчених битися в лавах, ведучи вогонь у шеренгах по противнику. Більшість з них виявилися неготовими та навіть неозброєними перед цією раптовою атакою. Генерал Мануель Фернандес Кастрільон відчайдушно намагався організувати хоч якусь подобу організованого опору, але незабаром упав під пострілами та загинув. Його підлеглих охопила паніка, і вони почали тікати, лінія мексиканської оборони швидко розвалилася.
Сотні деморалізованих та приведених в сум'яття мексиканців були розбиті вщент, безліч вдалося до втечі вздовж берега річки. Частина солдатів згуртувалася і спробувала дати відсіч техасцям, але через свою неготовність вони виявилися недостатньо спорядженими перед відмінно екіпірованими техаськими колоністами в рукопашному бою. Генерал Хуан Альмонте із залишками боєздатних сил чинив опір, але незабаром з 400 людьми змушений був здатися Раску.
Під час короткої, але запеклої битви Г'юстону прострелили ліву кісточку, а Санта-Анна втік. Протягом 18 хвилинного бою техаська армія здобула приголомшливу перемогу. Мексиканці втратили 630 осіб убитими, 208 пораненими і 730 полоненими.

## Після бою

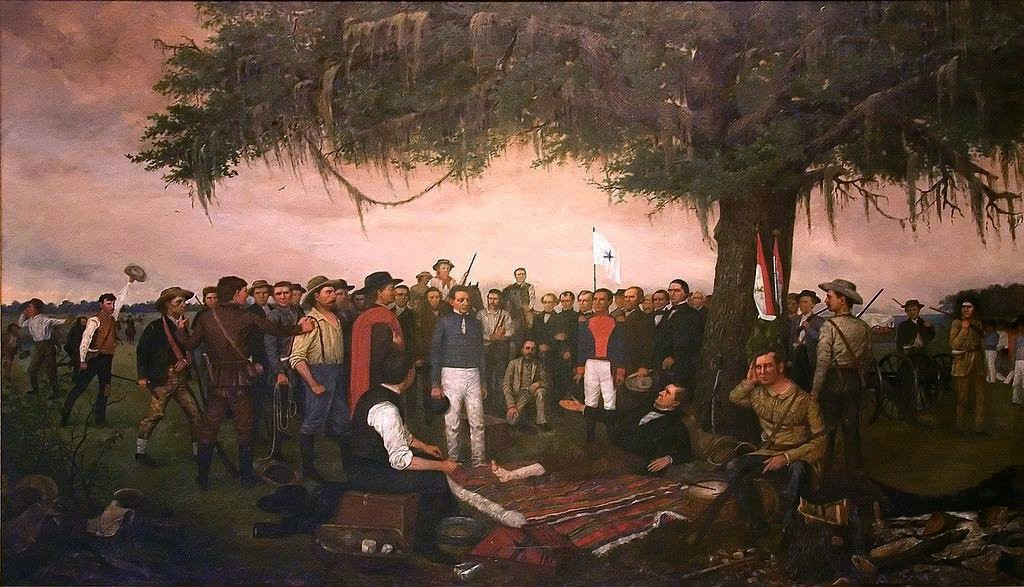
William Huddle. Картина «Здача в полон Санта-Анни» показує сильних мексиканців, що здаються пораненому Сему Г'юстону

Санта-Анна зняв свою багато прикрашену форму та переодягнувся в мундир рядового драгуна, щоб уникнути виявлення. Наступного ранку на його пошуки вислали партію, у складі якої були Джеймс Сильвестр, Вашингтон Секрест, Сіон Бостік та містер Коул. На нещастя для Санта-Анни було широко відомо, що він носить шовкову білизну. Крім того, він мав дурість відповісти на звернення «El Presidente». Завдяки цьому техасці точно знали, кого вони захопили. Г'юстон залишив йому життя, він вважав за найкраще вступити з ним в угоду, уклавши угоду про припинення військових дій і виведення з території Техасу залишків військ Санта-Анни.
14 травня 1836 року Санта-Анна підписав Веласкські угоди, в яких погодився вивести свої війська з «земель Техасу» та отримав в обмін супровід для свого безпечного повернення в Мехіко, для того, щоб домагатися визнання нової техаської республіки. Однак техасці не виконали свою частину угоди: Санта-Анна 6 місяців утримувався, як військовополонений та врешті був доставлений в Вашингтон. За той час мексиканський уряд відрікся від Санта-Анни, позбавивши його права укладати якісь угоди. У Вашингтоні Санта-Анна зустрівся з президентом Ендрю Джексоном. На початку 1837 року Санта-Анна повернувся до Мексики на зустріч своїй ганьбі. Незалежність Техасу вважалася доконаним фактом (fait accompli), хоча Мексика і не визнавала її офіційно аж до підписання договору Гвадалупе-Ідальго, який завершив американо-мексиканську війну 1848 року.

## Легенда про жовту троянду
Було добре відомо, що під час кампанії Санта-Анна посилав своїх ад'ютантів на пошуки гарних жінок, щоб заарештовувати їх і використовувати для свого задоволення. За легендою він розважався з мулаткою на ім'я Емілі Морган на початку гарматного обстрілу. Пізніше було написано пісню «The Yellow Rose of Texas» (Жовта троянда Техасу), присвячену ролі, яку зіграла Емілі Морган в цій битві. Жодних джерел, що підтверджували б цю історію, немає і зараз вона не визнається істориками.

## Пам'ять

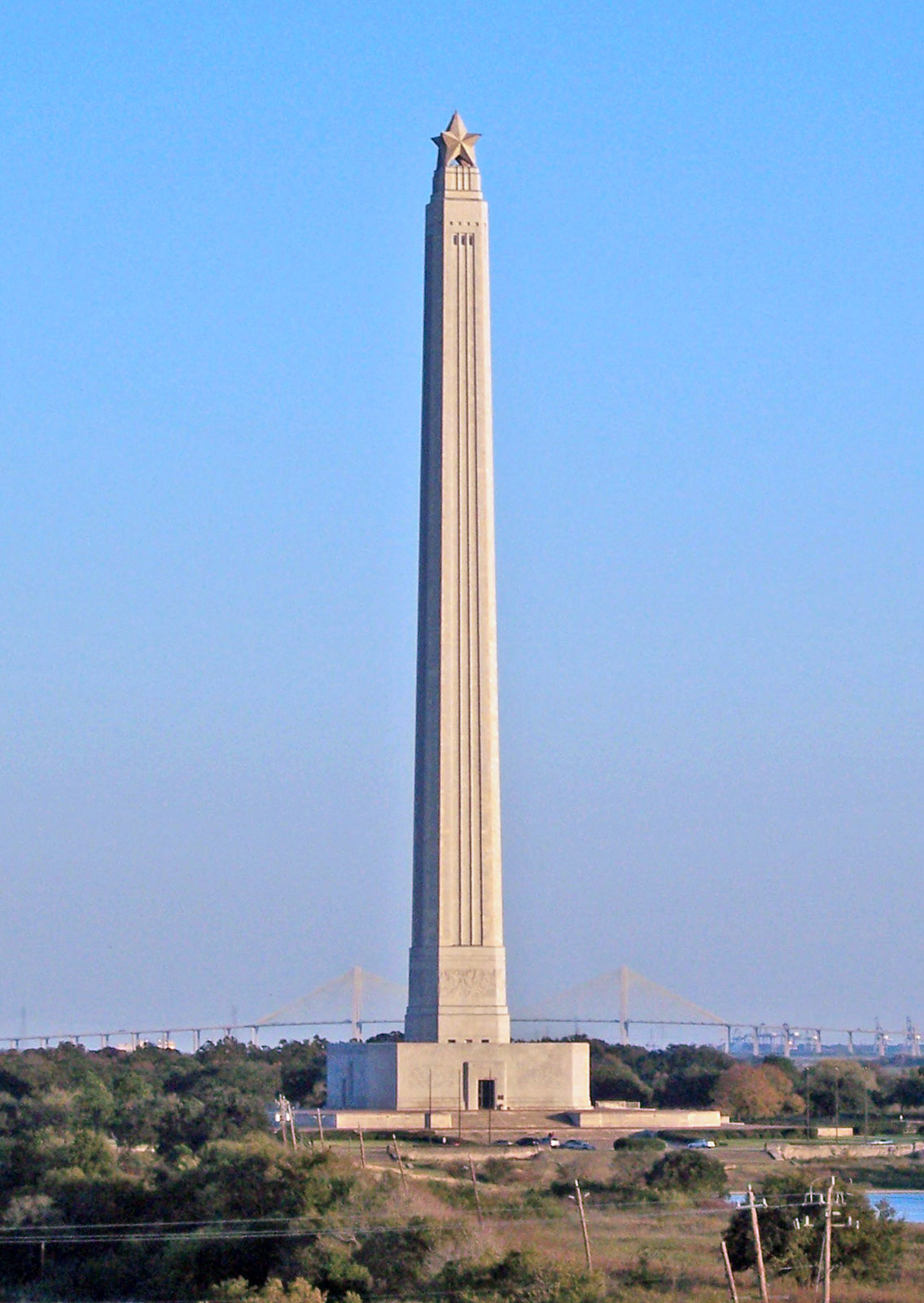
Монумент Сан-Джесінто

Останній з учасників битви на боці техасців, Альфонсо Стіл, помер 8 липня 1911 року у віці 94 років. Портрет Стіла висить в залі засідань сенату в Капітолії штату Техас. Пам'яті Стіла присвячений придорожній парк в окрузі Лаймстоун, Техас.
Ще один парк, державний історичний парк Сан-Джесінто, служить нагадуванням про битву і включає Монумент Сан-Джесінто — найвищу меморіальну колону в світі (172.92 м). Парк розташований недалеко від р. Deer Park, в 25 милях (40 км) на схід від бізнесової частини Г'юстона. Напис на монументі свідчить:

Якщо судити за результатами битви, то битва при Сан-Джесінто є однєю з найбільш результативних битв в історії. Тут була завойована свобода Техасу (що не був ще на той час частиною Сполучених Штатів) від Мексики. Мексикано-американська війна призвела до придбання Сполученими Штатами територій штатів Техасу, Нью-Мексико, Аризони, Невади, Каліфорнії, Юти та частини територій Колорадо, Вайомінгу, Канзасу та Оклахоми. Майже третина нинішньої території американської нації, близько мільйона квадратних миль території змінила владу.
У складі флотів США і Техасу були кораблі, названі на честь битви: Техаський транспорт «Сан-Джесінто» та корабель ВМФ США «Сан-Джесінто».
Щороку у квітні в день Сан-Джесінто, у парку Сан-Джесінто проводиться фестиваль та показовий бій.
В 20-му столітті штат Техас звів різноманітні пам'ятники та історичні віхи, що відзначають шлях і табори армії Г'юстона на шляху її маршу до Сан-Джесінто.

## Гіперпосилання
- Battle of San Jacinto — Handbook of Texas Online [Архівовано 4 жовтня 2012 у WebCite]
- Young Perry Alsbury Letter
- Santa Ганна's Letter
- Santa Ганна's Account of the Battle
- Account of the battle by Creed Taylor
- San Jacinto
- Vince's Bridge
- San Jacinto Battle-ground [Архівовано 10 жовтня 2008 у Wayback Machine.] 1856 map, hosted by the Portal to Texas History [Архівовано 12 жовтня 2008 у Wayback Machine.].
- Map of the Battle Ground of San Jacinto [Архівовано 22 січня 2009 у Wayback Machine.] from A pictorial history of Texas, from the earliest visits of European adventurers, to A.D. 1879 [Архівовано 23 липня 2008 у Wayback Machine.], hosted by the Portal to Texas History [Архівовано 12 жовтня 2008 у Wayback Machine.].
- True veterans of Texas: an authentic account of the Battle of San Jacinto: a complete list of heroes who fought, bled and died at San Jacinto, hosted by the Portal to Texas History [Архівовано 12 жовтня 2008 у Wayback Machine.].
- Battle of San Jacinto — The Sons of DeWitt Colony
- Battle of San Jacinto [Архівовано 18 листопада 2013 у Wayback Machine.] — Texas State Library
- Memorial aerial view
- Flags of Guerrero and Matamoros Battalions [Архівовано 18 листопада 2013 у Wayback Machine.] — Texas State Library and Archives Commission
- Battle of San Jacinto [Архівовано 24 вересня 2015 у Wayback Machine.] from Yoakum's History of Texas, 1855
- San Jacinto Monument & Museum [Архівовано 23 лютого 2015 у Wayback Machine.]
- Sam Houston's official report on the Battle of San Jacinto [Архівовано 15 лютого 2015 у Wayback Machine.] — TexasBob.com
- Battle of San Jacinto, A Mexican prospective — Pedro Delgado in 1837 [Архівовано 15 лютого 2015 у Wayback Machine.] — TexasBob.com
- Invitation to a Ball Celebrating Battle of San Jacinto, April 10, 1839 From Texas Tides
- Junius William Mottley killed in the battle [Архівовано 15 лютого 2015 у Wayback Machine.]